# Provincia de Yunguyo
La provincia de Yunguyo es una de las doce que conforman el departamento de Puno en el sur del Perú.
Limita por el norte con Bolivia, por el este y por el oeste con el lago Titicaca, y por el sur con la provincia de Chucuito.
Desde el punto de vista jerárquico de la Iglesia católica, forma parte de la prelatura de Juli, sufragánea de la arquidiócesis de Arequipa.

## Historia
Yunguyo fue elevado a la categoría de provincia mediante Ley n.º 24042, del 28 de diciembre de 1984, con 7 distritos, en el segundo gobierno del presidente Fernando Belaúnde Terry.

## Geografía
Abarca una extensión de 290,21 km².

## División administrativa
La provincia se divide en siete distritos:
| Ubigeo | Distrito  | Superficie (km²) | Población (2017) |
| ------ | --------- | ---------------- | ---------------- |
| 211301 | Yunguyo   | 170,59           | 24 515           |
| 211302 | Anapia    | 9,54             | 1782             |
| 211303 | Copani    | 47,37            | 4655             |
| 211304 | Cuturapi  | 21,74            | 1270             |
| 211305 | Ollaraya  | 23,67            | 2711             |
| 211306 | Tinicachi | 6,20             | 949              |
| 211307 | Unicachi  | 11,10            | 1057             |

## Población
La provincia tiene una población aproximada de cincuenta mil habitantes.

## Idioma
En Yunguyo las lenguas más habladas son el español y el aimara.

## Clima
| Parámetros climáticos promedio de Yunguyo | Parámetros climáticos promedio de Yunguyo | Parámetros climáticos promedio de Yunguyo | Parámetros climáticos promedio de Yunguyo | Parámetros climáticos promedio de Yunguyo | Parámetros climáticos promedio de Yunguyo | Parámetros climáticos promedio de Yunguyo | Parámetros climáticos promedio de Yunguyo | Parámetros climáticos promedio de Yunguyo | Parámetros climáticos promedio de Yunguyo | Parámetros climáticos promedio de Yunguyo | Parámetros climáticos promedio de Yunguyo | Parámetros climáticos promedio de Yunguyo | Parámetros climáticos promedio de Yunguyo |
| Mes                                       | Ene.                                      | Feb.                                      | Mar.                                      | Abr.                                      | May.                                      | Jun.                                      | Jul.                                      | Ago.                                      | Sep.                                      | Oct.                                      | Nov.                                      | Dic.                                      | Anual                                     |
| ----------------------------------------- | ----------------------------------------- | ----------------------------------------- | ----------------------------------------- | ----------------------------------------- | ----------------------------------------- | ----------------------------------------- | ----------------------------------------- | ----------------------------------------- | ----------------------------------------- | ----------------------------------------- | ----------------------------------------- | ----------------------------------------- | ----------------------------------------- |
| Temp. máx. media (°C)                     | 18.6                                      | 18.3                                      | 18.5                                      | 17.4                                      | 16.1                                      | 14                                        | 14.2                                      | 16.1                                      | 16.9                                      | 18.8                                      | 19.4                                      | 18.8                                      | 17.3                                      |
| Temp. media (°C)                          | 10.6                                      | 10.7                                      | 10.7                                      | 8.4                                       | 6.3                                       | 3.4                                       | 3.6                                       | 5.6                                       | 7.4                                       | 8.9                                       | 9.9                                       | 10.4                                      | 8                                         |
| Temp. mín. media (°C)                     | 2.6                                       | 3.1                                       | 2.9                                       | -0.6                                      | -3.5                                      | -7.2                                      | -7                                        | -4.9                                      | -2.1                                      | -0.9                                      | 0.4                                       | 2.1                                       | -1.3                                      |
| Fuente: climate-data.org                  |                                           |                                           |                                           |                                           |                                           |                                           |                                           |                                           |                                           |                                           |                                           |                                           |                                           |

## Capital
La capital es la ciudad de Yunguyo.

## Educación

### Instituciones educativas nivel inicial
- Cuna Jardín 245 Yunguyo
- Jardín José Gálvez
- Jardín Santa Bárbara
- Jardín 15 de Agosto

### Instituciones educativas nivel primario
- IEP 70245 Glorioso Elemental 9012 Yunguyo
- IEP 70232
- IEP 71006 Centenario Centro Base Yunguyo creada el 1° de setiembre de 1869

### Instituciones educativas nivel secundario
- IES JEC Micaela Bastidas Yunguyo
- IES Emblemático José Gálvez Yunguyo
- IES César Vallejo Yunguyo
- IES Adventista Panamericana de Yunguyo

### Instituciones educativas nivel superior
- Instituto de Educación Superior Tecnológico Público de Yunguyo

## Platos típicos de Yunguyo
Entre los platos más sobresalientes de esta tierra tenemos el chairo, cariñosamente llamado chairito. El picante, que se sirve principalmente en ocasiones especiales. El caldo de carachi (harri), la huarjata, la huatia, el asado de chancho, servido en las fiestas y ocasiones especiales. El quesomache, pejerrey frito con grudes, el fricase y la zarza de tarwi.

## FestividadSan Francisco de Borja, Tata Pancho
La festividad más importante de Yunguyo es la de Tata Pancho, que tiene como día principal el 10 de octubre. En esta importante festividad se conjugan las diferentes costumbres que cuentan los pueblos del altiplano. Este complejo festivo fue declarado Patrimonio Cultural de la Nación el 6 de junio de 2011 por el Ministerio de Cultura del Perú, por representar una de las costumbres de la nación aimara más importantes en el Perú.
Actualmente la Fiesta de Tata Pancho es la más importante después de la Fiesta de la Candelaria (Puno), caracterizándose por su hospitalidad y el cariño a los visitantes.
Las zampoñadas dan inicio a esta festividad el 8 de octubre de cada año tocando al inconfundible estilo yunguyeño, dando paso luego a la celebración de los conjuntos de traje de luces que se desarrolla el día 10 de octubre, que es el día principal de la Festividad San Francisco de Borja. 
Llegan las bandas de Oruro, así como también de Puno, siendo las más esperadas las bandas de Oruro conocidas y respetadas por su melodioso ritmo. Estas bandas acompañan a los diferentes conjuntos tradicionales de Yunguyo, como La Morenada Central Yunguyo, Juventud Morenada 10 de Octubre, Reyes Morenos San Francisco de Borja, kullawada San Francisco de Borja, llamerada 10 de Octubre, Poderosa Señorial Morenada San Francisco de Borja, Juventud Señorial Morenada San Francisco de Borja, Sambos Caporales SCZ-Bloque Unicachi, entre otros más.
Para esta fiesta, retornan a su tierra muchas personas que emigraron a otras ciudades del Perú y los que emigraron a otros países.

## Autoridades

### Regionales
- Consejero regional
  - 2019-2022:[3] Deysi Jhuliana Chalco Coyla (Movimiento de Integración por el Desarrollo Regional, Mi Casita)

### Municipales
- 2019-2022
  - Alcalde: Hermes Geroncio Bazán Choque, Movimiento de Integración por el Desarrollo Nacional (Mi Casita)
  - Regidores:

1. Fusciano Ucharico Choquecota (Mi Casita)
2. Lucio Valdez Huisa (Mi Casita)
3. Max Hugo Mamani Ramos (Mi Casita)
4. Anacleto Mamani Sihuayro (Mi Casita)
5. Jesica Betty Quispe Alberto (Mi Casita)
6. William Cecilio Condori Mamani (Frente Amplio para el Desarrollo del Pueblo)
7. Marcial Mamani Jiménez (Gestionando Obras y Oportunidades con Liderazgo)

JNE (autoridades 2019-2022)

### Policiales
- Comisaría de Yunguyo
  - Comisario: Alférez PNP

### Religiosas
- Prelatura de Juli[4]
  - Obispo prelado: Mons. José María Ortega Trinidad[5]
- Parroquia Nuestra Señora de la Asunción[6]
  - Párroco: Pbro. Miguel Maquera Chambilla